# ピーター・パン (1924年の映画)
『ピーター・パン』（原題：Peter Pan）は、1924年のアメリカ映画。ジェームス・マシュー・バリーの戯曲を原作としたサイレント映画である。2000年にアメリカ国立フィルム登録簿に登録された。
日本では1925年に公開され、キネマ旬報の娯楽映画ベストテンの第3位に選ばれている。
主演のベティ・ブロンソンは当時17歳の無名女優で、バリー自身がピーター役に抜擢した。『ピーター・パン』での成功により、第二のメリー・ピックフォードと宣伝されたこともあったという。1906年11月17日ニュージャージー州トレントの生まれで、1971年10月19日に死去した。1953年頃、ディズニーがアニメーションの『ピーター・パン』を制作中のときに、ハリウッドに行っていた映画評論家の淀川長治がディズニー・スタジオの宣伝部長にベティ・ブロンソンが主演した『ピーター・パン』の話をしたところ、その場で電話で紹介してもらい、2日後にスタジオで会って直接会話をかわしている。その時は女優業は引退しており、チェーン・マーケットを経営している夫と暮らしていたそうである。

## キャスト
- ピーター・パン： ベティ・ブロンソン （en:Betty Bronson）
- フック船長： アーネスト・トレンス （en:Ernest Torrence）
- ウェンディ・ダーリング： メアリー・ブライアン （en:Mary Brian）
- ジョン・ダーリング： ジャック・マーフィー （en:Jack Murphy）
- マイケル・ダーリング： フィリップ・デ・レイシー （en:Philippe De Lacy）
- ティンカーベル： ヴァージニア・ブラウン・フェアー （en:Virginia Browne Faire）
- ダーリング夫人： エスター・ラルストン （en:Esther Ralston）
- ダーリング氏： シリル・チャドウィック （en:Cyril Chadwick）
- タイガーリリー： アンナ・メイ・ウォン